# Stéphan Oliva
Pour les articles homonymes, voir Oliva.
Stéphan Oliva, né le 1er janvier 1959 à Montmorency, est un pianiste de jazz et compositeur français.

## Biographie
Stéphan Oliva se fait remarquer en 1991 en enregistrant avec son trio (Claude Tchamitchian à la contrebasse et Jean-Pierre Jullian à la batterie) le disque Novembre. Il obtient en 1992 le Django espoir de l'année 92.
En 1993, il enregistre en solo l'album Clair obscur. En 1996, il enregistre en trio, avec Bruno Chevillon à la contrebasse et François Merville à la batterie, un hommage à la musique de Bill Evans et Scott LaFaro. En 1998, il enregistre un album en solo pour la série Jazz'n (e)motion (improvisation sur des musiques de films).
En 1997, il se produit avec le batteur Paul Motian. Deux albums sont enregistrés plus tard en trio avec Motian et Chevillon : Fantasm (2000) et Intérieur nuit.
Avec le pianiste François Raulin, ils enregistrent deux albums consacrés à la musique de Lennie Tristano : un en duo (Tristano, 1999 ) et un en septet (Sept variations sur Lennie Tristano, 2002)
En 2003, il enregistre en quintet l'album Itinéraire imaginaire. La même année, il accompagne la chanteuse Linda Sharrock, puis Susanne Abbuehl.
Stéphan Oliva a aussi écrit des musiques de films : Froid comme un été, Les liens du sang, La mer à boire de Jacques Maillot et la musique pour la réédition en dvd de Loulou, un film muet de Georg Wilhelm Pabst.
Stéphan Oliva mène en parallèle une carrière d'enseignant (nombreuses master classes) et de conférencier (sur la musique au cinéma, le jazz, etc.).
En 2020, l'auteur de bandes dessinées Philippe Dupuy le fait figurer aux côtés de Dominique A dans son livre J'aurais voulu faire de la bande dessinée.

## Discographie

### Piano solo
- 1993 : Clair Obscur (Pan Music)
- 1998 : Jazz' N (e)Motion (BMG/RCA Victor)
- 2007 : Ghosts of Bernard Herrmann (Illusions)
- 2010 : Lives of Bernard Herrmann[4] (Sans Bruit)
- 2010 : Film Noir (Illusions)
- 2011 : After Noir - Piano Gone[5] (Sans Bruit)
- 2013 : Vaguement Godard (Illusions)
- 2018 : Cinema Invisible, avec Stéphane Oskéritzian (Illusions)[6]

### En tant que leader
- 1991 : Novembre (OWL Time Line)
- 2004 : Itinéraire imaginaire (Sketch Records)
- 2005 : Coïncidences (La Buissonne)
- 2006 : Miroirs (Minium)

### AvecFrançois Raulin
- 1999 : Tristano, duo (Émouvance)
- 2002 : Sept variations sur Lennie Tristano, septet (Sketch Records)
- 2008 : Echoes of Spring, quintet (Melisse)[7]
- 2016 : Correspondances, duo (Abalone Productions)[8]

### En tant que coleader
- 1988 : Souen, avec Thierry Maucci et Christian Zagaria (CELP)
- 2000 : Fantasm - The Music of Paul Motian, avec Bruno Chevillon et Paul Motian (BMG/RCA Victor)
- 2000 : Intérieur nuit, avec Bruno Chevillon et Paul Motian (Night Bird Music)
- 2001 : Jade Visions, avec Bruno Chevillon et François Merville (OWL Records)
- 2007 : Soffio Di Scelsi, avec Jean-Marc Foltz et Bruno Chevillon (La Buissonne)
- 2008 : Pandore[9], avec Jean-Marc Foltz (Sans Bruit)
- 2008 : Aquarian Forest, avec Äänet (Émouvance)
- 2009 : Stéréoscope, avec Claude Tchamitchian et Jean-Pierre Jullian (La Buissonne)
- 2012 : Visions Fugitives, avec Jean-Marc Foltz (Vision Fugitive)[10]
- 2016 : Gershwin, avec Jean-Marc Foltz (Vision Fugitive)
- 2017 : Princess, avec Susanne Abbuehl et Øyvind Hegg-Lunde (Vision Fugitive)

- Coup de cœur Jazz et Blues 2017 de l'Académie Charles-Cros, proposé lors de l'émission Open Jazz d’Alex Dutilh sur France Musique
- 2019 : Orbit, avec Sébastien Boisseau et Tom Rainey (Yolk)

### Comme sideman
- 1999 : Ághia Triádha, Jean-Pierre Jullian Sextette (Émouvance)
- 1999 : Bassma Suite, Claude Tchamitchian Grand Lousadzak (Émouvance)
- 2003 : Les arômes de la mémoire, Bernard Struber Jazztett (Studio Christal)
- 2004 : Confessions, Linda Sharrock (Quinton)
- 2004 : Opus Incertum on C…, Jean-Pierre Jullian octet (Émouvance)
- 2016 : Need Eden, Claude Tchamitchian tentet (Émouvance)
- 2017 : Une Nouvelle Terre, Christophe Monniot (Le Triton)
- 2018 : Frizione, Romano Pratesi (Das Kapital Records)

## Musiques de films
- 2002 : Froid comme l'été, téléfilm de Jacques Maillot
- 2004 : Loulou (Louise Brooks), enregistrement live en piano solo sur le film muet de Georg Wilhelm Pabst (1929), Carlotta Films.
- 2006 : La Vie par volutes, court-métrage d'Emmanuelle Pretot
- 2008 : Les Liens du sang, film de Jacques Maillot
- 2009 : Un singe sur le dos, téléfilm de Jacques Maillot